# (2774) Tenojoki
(2774) Tenojoki est un astéroïde de la ceinture principale.

## Description
(2774) Tenojoki est un astéroïde de la ceinture principale d'astéroïdes. Il fut découvert le 3 octobre 1942 à Turku par l'astronome finlandaise Liisi Oterma et nommé ainsi en hommage au fleuve Teno (en finnois, Tenojoki), dont le cours marque, sur la majeure partie de son cours, la frontière entre la Finlande et la Norvège.
Il présente une orbite caractérisée par un demi-grand axe de 3,18 UA, une excentricité de 0,14 et une inclinaison de 8,5° par rapport à l'écliptique.

## Compléments